# 小孩好黑
《小孩好黑》（英語：Little Man）是2006年美國犯罪喜劇電影，由基伦·埃弗瑞·韦恩斯執導，製作。也由韋恩兄弟馬龍和西恩·韋恩共同編劇和製作。這部電影由凱莉·華盛頓，約翰·威瑟斯彭，崔西·摩根和洛奇林·莫羅共同主演。
這部電影於2006年7月14日在美國影院上映，獲得了商業上的成功，但在很大程度上受到負面評價，其中包括三項金酸莓獎。

## 剧情
一美国黑人矮个子逃獄，異想天开竟躺在摇篮裏，扮成婴儿，与某户黑人家庭求子心切收养他，竟突乖突坏，但夫妻仍收养他，只有老爷爷对他起疑的闹剧。原来之前混混的友人偷一钻石，丢在大买场某对无辜黑人夫妻购物袋，再尾随夫妻至家再拿回，但黑主角较矮竟伪成小孩弃婴，丢在黑夫妻门口草坪，议想天开想混入人家拿该颗钻石

## 外部連結
- 官方网站
- 互联网电影数据库（IMDb）上《Little Man》的资料（英文）
- AllMovie上《Little Man》的资料（英文）
- Box Office Mojo上《Little Man》的資料（英文）